# Juan Mateo Giberti
Juan Mateo Giberti o en italiano Gian Matteo Giberti (Palermo, 20 de septiembre de 1495 - Verona, 30 de diciembre de 1543) fue un clérigo italiano, obispo de la diócesis de Verona, que se caracterizó por su espíritu reformador en el seno de la Iglesia católica.

## Origen y formación
Juan Mateo nació en Palermo, era hijo Francesco Giberti, un mercante genovés que se había casado en varias ciudades con distintas mujeres. Se desconoce el nombre de su madre, con la que vivió hasta los diez años de edad, cuando su padre se fue a servir como clérigo y protonotario del papa Julio II, lo llevó consigo a Roma, donde se dedicó a los estudios. Al parecer tenía gran dominio del griego y el latín, por ello fue admitido a la Academia Romana.
Entró en la Orden de los Predicadores, pero disuadido por su padre a iniciar la carrera eclesiástica, salió de ella y continuó con sus estudios.

## Carrera eclesiástica
Entró a formar parte del servicio del cardenal Julio de Médici en 1513. Fue gratificado de diversos beneficios, entre ellos la abadía genovesa de San Esteban. Con ocasión de la elección del papa León X, fue nombrado secretario particular del cardenal. Fue ordenado presbítero en 1521. Aprovechó su rango para acumular cargos, fue notario de la Cancillería Apostólica, escritor de breves, abreviador de maiori praesidentia y beneficios, entre otros.
Pronto se convirtió en una de las personas más influyentes dentro de la Curia romana, tanto que le encargaron la correspondencia diplomática. Cada día era el primero en ser admitido en audiencia con el papa. En 1517 fue nombrado vicecanciller y favoreció el acercamiento de las relaciones entre la Santa Sede y España.
Bajo el  pontificado de Adriano VI, Giberti preparaba la candidatura al cónclave sucesivo del cardenal Médici, con un viaje de visita al Emperador y al rey de Inglaterra. Regresó a Italia en 1523.

### El político al servicio del papa
A la muerte de Adriano VI, su protector, el cardenal Médici, fue elegido papa con el nombre de Clemente VII, quien reforzó enormemente su posición en la curia. Le dio la Dataría Apostólica que era el dicasterio que controlaba los beneficios. En agosto de 1524 fue nombrado obispo de Verona, diócesis que gobernó al principio por medio de un auxiliar.
Gracias al poder que había logrado, favoreció el acercamiento entre la Santa Sede y Francia, lo que irritó a Carlos V. Se puso a tejer la trama de la Liga de Cognac, que unía el 22 de mayo de 1526 al Reino de Francia, la República de Venecia, el Ducado de Milán y la Santa Sede contra el emperador. 
La furia del emperador se hizo patente durante el saqueo de Roma de 1527, el papa logró escapar, pero Giberti fue retenido por las tropas alemanas que invadieron la ciudad y fue encerrado en el Palacio Colonna. Pudiendo escapar más tarde, se encontró con Clemente VII en Orvieto. Allí pidió al papa el permiso para vivir permanentemente en Verona.

### Obispo reformador de Verona
El 18 de enero de 1528 Giberti llegó a Venecia, donde se encontró con Juan Pedro Carafa, fundador de los teatinos y futuro papa Paulo IV, y otros amigos partidarios de la reforma de la Iglesia. El primer gesto de su compromiso con la reforma, fue regresar a Verona, su diócesis, y renunciar a todos los beneficios importantes, para dedicarse enteramente a la cura animae, es decir a la labor pastoral. Se quedó con algunos beneficios menores para poder invertirlos en su trabajo pastoral.
Organizó la propia vida pastoral de tal manera que no dejara de lado los tiempos de oración. Se entregó a la más profunda renovación espiritual de su diócesis, para la cual organizó un programa de visitas personales a la diócesis y sus parroquias, que luego repetiría por medio de vicarios. En las parroquias impuso la costumbre de registrar en un libro los nombres y apellidos de sus feligreses. El clero debía responder a las necesidades de ellos.
Reformó el clero de su diócesis articulando una serie de normativas, entre las que destacaban, la obligación de residencia del sacerdote en su parroquia, la formación del clero en Sagradas Escrituras, Padres de la Iglesia y teología pastoral, la preparación de las homilías, el uso del talar y una reunión mensual para ellos. Fundó una tipografía en el palacio episcopal para publicar obras de los Padres de la Iglesia.
En cuanto a los religiosos, Giberti vetó a estos la usurpación de los derechos del clero secular, para poder predicar en su diócesis debían obtener el permiso del obispo y limitó la construcción de iglesias y capillas privadas.
El obispo de Verona comenzó a hacer las visitas canónicas a los monasterios femeninos de su diócesis, a veces llegaba de improviso y donde encontraba irregularidades actuaba de manera inmediata. Suprimió diversos monasterios, en otros introdujo la reforma e impuso normas rigurosas.
Para favorecer la vida espiritual del pueblo, en 1542 impuso en todas las parroquias la erección de la Cofradía del Santísimo Sacramento, dio normas para el canto, se ocupó también de la formación religiosa de los niños, creó una Sociedad de la caridad con el fin de visitar a los pobres y llevarles comida y vestido, además de darles atención espiritual.

## Fallecimiento
Juan Mateo Giberti murió en Verona el 30 de diciembre de 1543 sin alcanzar a ver la tan deseada reforma de la Iglesia católica, que él mismo ya había adelantado en su diócesis. Dos años después inició el Concilio de Trento.